# Кожухивская, Юлия Ивановна
Юлия Ивановна Кожухивская (Батько) (1938 — ?)  — украинская советская деятельница, заведующий свинофермой колхоза «Прогресс» Стрыйского района Львовской области. Депутат Верховного Совета СССР 9-11-го созывов. Избиралась членом ЦК ЛКСМ Украины.

## Биография
Родилась в крестьянской семье Ивана Батько Окончила семилетнюю сельскую школу.
С 1953 по 1962 год — свинарка, зоотехник колхоза «Прогресс» села Яблоневки (теперь — Угерско) Стрыйского района Львовской области.
Образование среднее специальное. Заочно окончила среднюю школу, затем училась в Ивано-Франковской советско-партийной школе, где получила специальность младшего агронома-организатора сельскохозяйственного производства.
Член КПСС с 1958 года.
С 1962 года — заведующий свинофермы, заведующий свиноводческим комплексом по производству и откорму свиней колхоза «Прогресс» села Яблоневки (теперь — Угерско) Стрыйского района Львовской области.

## Награды
- два ордена Ленина
- орден «Знак Почета»
- медаль «За трудовое отличие»
- медаль «За доблестный труд» (1970)
- медали